# Téssera

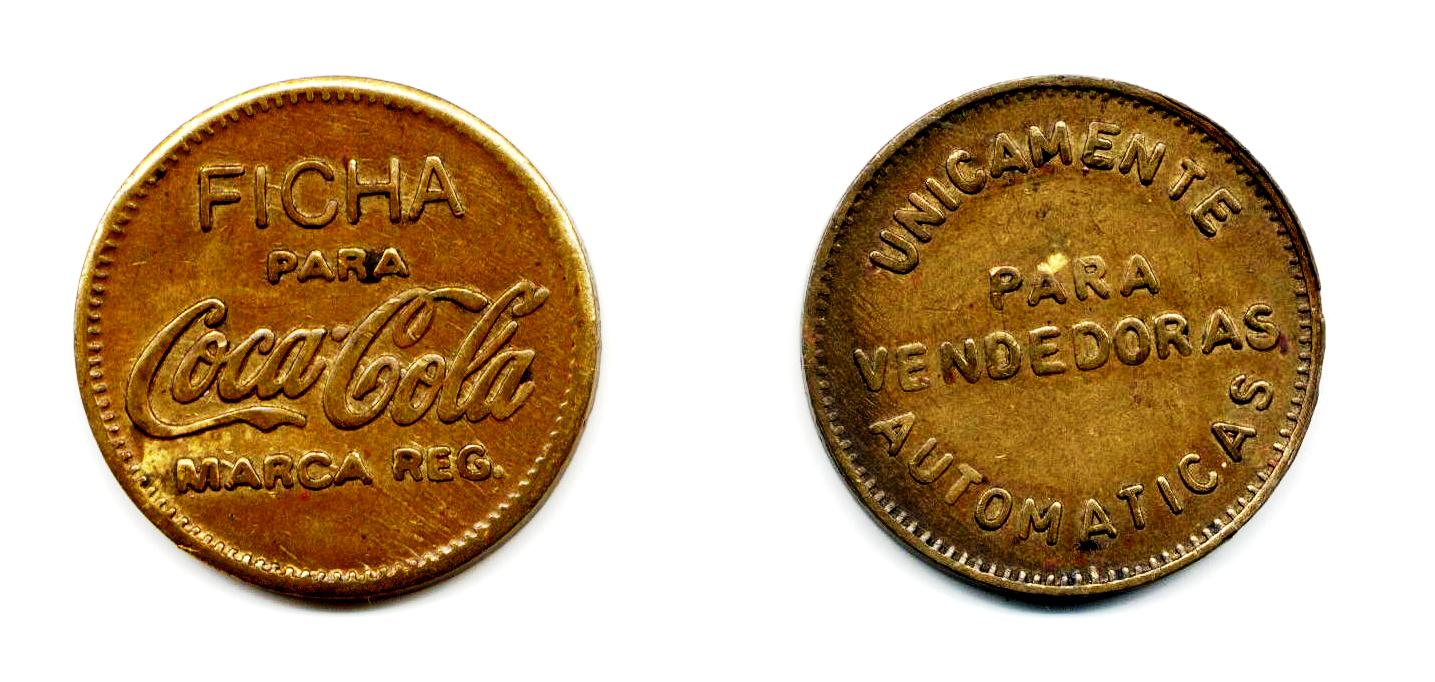
Fitxa per màquina expenedora de Coca Cola.

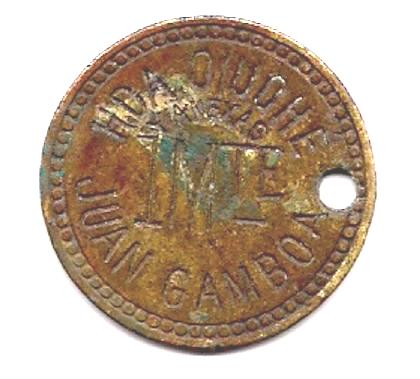
Fitxa d'hisenda yucateca.

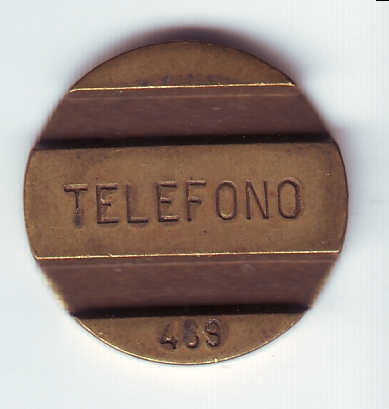
Fitxa telefònica.

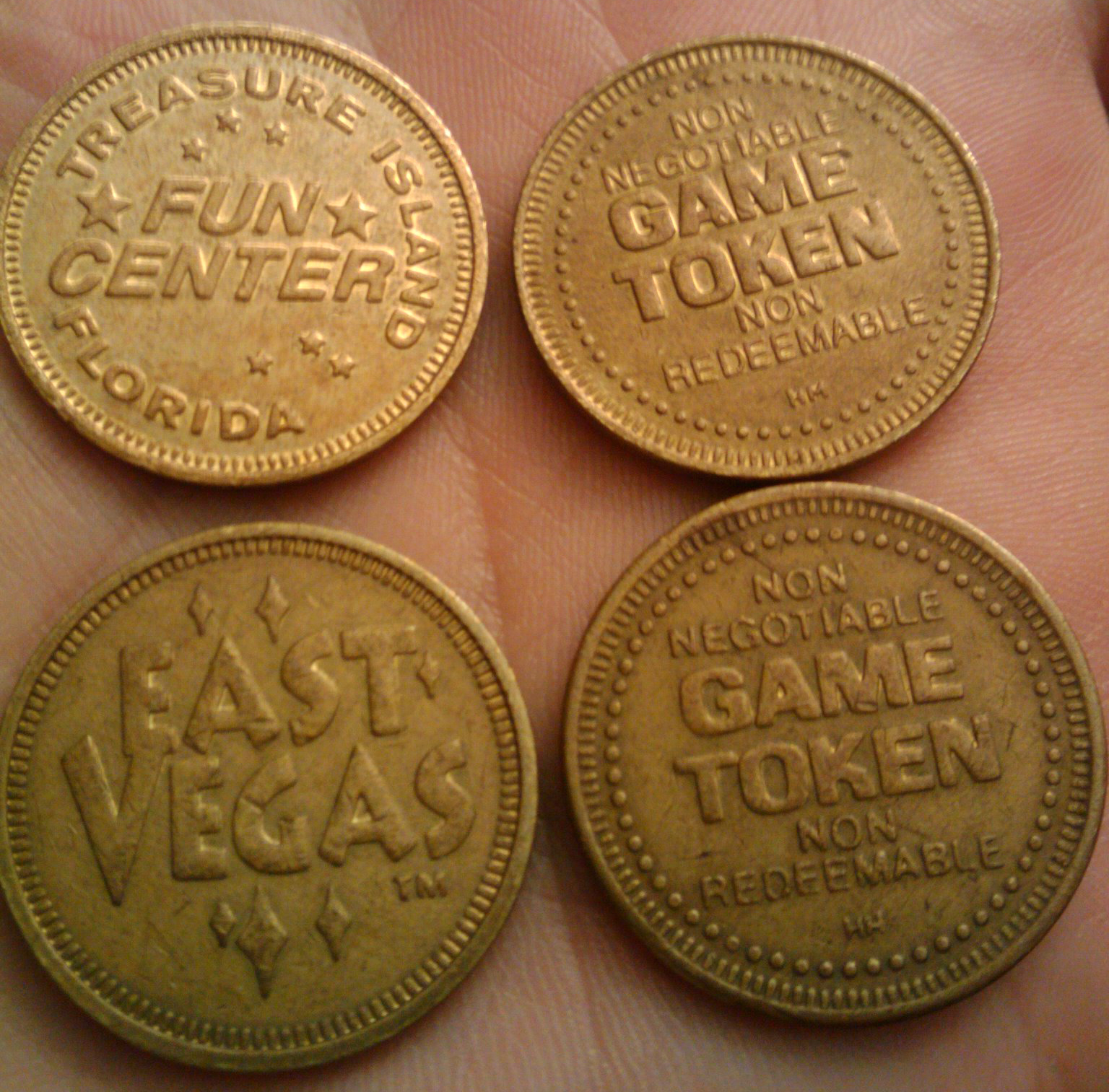
Fitxes de casino.

Una téssera, getó o fitxa és una peça de metall (coure, níquel, llautó, alumini, zinc, etc.), baquelita o plàstic, que, a diferència d'una moneda, no es pot emprar com moneda de curs legal, perquè l'encunyament ha estat ordenat per particulars, empreses, institucions o organismes no oficials.
Es poden establir dos grans apartats: les que representen un valor monetari i les que no.
Al primer grup pertanyen, entre d'altres, les «xapes» de Cooperatives, les fitxes de casino, les «tax» tokens, etc.
Les fitxes del segon grup no porten escrit el seu valor en l'equivalència en diners de curs legal, sinó, en tot cas, en el producte per al qual serveixen («val per una consumició»; telèfon, aparcament, un transport amb metro, etc.).
A l'hora de classificar les fitxes, podem establir, entre d'altres, les següents categories:
- Fitxes amb el valor econòmic especificat:
  - Fitxes de bancs.
  - Fitxes de comerços i empreses.
  - Fitxes de particulars.
  - Fitxes de cooperatives.
  - Fitxes del mercat del Born.
  - Fitxes de casinos.
  - Fitxes d'impostos.
  - Fitxes patriòtiques.

- Fitxes sense especificació de valor econòmic:
  - Fitxes de transport.
  - Fitxes de telèfon.
  - Fitxes de begudes i menjars.
  - Fitxes d'aparcament i trens de rentat.
  - Fitxes de bugaderies.
  - Fitxes de dutxes.
  - Fitxes de màquines de joc.
  - Fitxes de record.
  - Fitxes de propaganda.

Hi ha fitxes molt antigues i altres d'actuals, i en alguns països el seu ús continua sent freqüent. Així, per exemple, a Itàlia solen ser molt corrents les fitxes de begudes, als Estats Units d'Amèrica molts transports públics funcionen amb fitxes i també a Alemanya o Gran Bretanya les bugaderies solen fer funcionar rentadores i assecadores amb fitxes en lloc de monedes.
Pel que fa al col·leccionisme, el país on hi ha més afició és Estats Units, on hi ha societats, comerços especialitzats i una nombrosa bibliografia sobre el tema.